# ATP-seizoen 2010
Het ATP-seizoen in 2010 bestond uit de internationale tennistoernooien, die door de ATP en ITF werden georganiseerd in het kalenderjaar 2010.
Het speelschema omvatte:
- 62 ATP-toernooien, bestaande uit de categorieën:
  - ATP World Tour Masters 1000: 9
  - ATP World Tour 500: 11
  - ATP World Tour 250: 40
  - ATP World Tour Finals: eindejaarstoernooi voor de 8 beste tennissers/dubbelteams
  - World Team Cup: landenteamtoernooi, geen ATP-punten.
- 6 ITF-toernooien, bestaande uit de:
  - 4 grandslamtoernooien;
  - Davis Cup: landenteamtoernooi;
  - Hopman Cup: landenteamtoernooi voor gemengde tenniskoppels, geen ATP-punten.

## Speelschema

### Legenda
| Grand Slams                 |
| ATP World Tour Finals       |
| ATP World Tour Masters 1000 |
| ATP World Tour 500          |
| ATP World Tour 250          |
| Toernooien voor teams       |

Codering
De codering voor het aantal deelnemers.
128S/128Q/64D/32X
- 128 deelnemers aan hoofdtoernooi (S)
- 128 aan het kwalificatietoernooi (Q)
- 64 koppels in het dubbelspel (D)
- 32 koppels in het gemengd dubbelspel (X)

Alle toernooien worden in principe buiten gespeeld, tenzij anders vermeld.
RR = groepswedstrijden, (i) = indoor

### Januari
| Week van              | Toernooi                                                                                          | Winnaar(s)                                       | Finalist(en)                                 | Uitslag finale    | Details |
| --------------------- | ------------------------------------------------------------------------------------------------- | ------------------------------------------------ | -------------------------------------------- | ----------------- | ------- |
| 4 januari             | Hopman Cup Perth, Australië ITF gemengd teamcompetitie AU$ 1.000.000 - hardcourt (i) - 8 teams    | Spanje Tommy Robredo María José Martínez Sánchez | Verenigd Koninkrijk Andy Murray Laura Robson | 2-1               | Details |
| 4 januari             | Brisbane International Brisbane, Australië ATP World Tour 250 $ 484.750 - hardcourt - 32S/32Q/16D | Andy Roddick                                     | Radek Štěpánek                               | 7-6(2), 7-6(7)    | Details |
| 4 januari             | Brisbane International Brisbane, Australië ATP World Tour 250 $ 484.750 - hardcourt - 32S/32Q/16D | Jérémy Chardy Marc Gicquel                       | Lukáš Dlouhý Leander Paes                    | 6-3, 7-6(5)       | Details |
| 4 januari             | Aircel Chennai Open Chennai, India ATP World Tour 250 $ 450.000 - hardcourt - 32S/32Q/16D         | Marin Čilić                                      | Stanislas Wawrinka                           | 7-6(2), 7-6(3)    | Details |
| 4 januari             | Aircel Chennai Open Chennai, India ATP World Tour 250 $ 450.000 - hardcourt - 32S/32Q/16D         | Marcel Granollers Santiago Ventura               | Lu Yen-Hsun Janko Tipsarević                 | 7-5, 6-2          | Details |
| 4 januari             | Qatar ExxonMobil Open Doha, Qatar ATP World Tour 250 $ 1.110.250 - hardcourt - 32S/32Q/16D        | Nikolaj Davydenko                                | Rafael Nadal                                 | 0-6, 7-6(8), 6-4  | Details |
| 4 januari             | Qatar ExxonMobil Open Doha, Qatar ATP World Tour 250 $ 1.110.250 - hardcourt - 32S/32Q/16D        | Guillermo García López Albert Montañés           | František Čermák Michal Mertiňák             | 6-4, 7-5          | Details |
| 11 januari            | Medibank International Sydney, Australië ATP World Tour 250 $ 484.750 - hardcourt - 28S/32Q/16D   | Marcos Baghdatis                                 | Richard Gasquet                              | 6-4, 7-6 (2)      | Details |
| 11 januari            | Medibank International Sydney, Australië ATP World Tour 250 $ 484.750 - hardcourt - 28S/32Q/16D   | Daniel Nestor Nenad Zimonjić                     | Ross Hutchins Jordan Kerr                    | 6-3, 7-6(5)       | Details |
| 11 januari            | Heineken Open Auckland, Nieuw-Zeeland ATP World Tour 250 $ 480.750 - hardcourt - 28S/32Q/16D      | John Isner                                       | Arnaud Clément                               | 6-3, 5-7, 7-6(2)  | Details |
| 11 januari            | Heineken Open Auckland, Nieuw-Zeeland ATP World Tour 250 $ 480.750 - hardcourt - 28S/32Q/16D      | Marcus Daniell Horia Tecău                       | Marcelo Melo Bruno Soares                    | 7-5, 6-4          | Details |
| 18 januari 25 januari | Australian Open Melbourne, Australië Grand Slam AU$ 10.712.240 - hardcourt 128S/128Q/64D/32X      | Roger Federer                                    | Andy Murray                                  | 6-3, 6-4, 7-6(11) | Details |
| 18 januari 25 januari | Australian Open Melbourne, Australië Grand Slam AU$ 10.712.240 - hardcourt 128S/128Q/64D/32X      | Bob Bryan Mike Bryan                             | Daniel Nestor Nenad Zimonjić                 | 6-3, 7-6(5), 6-3  | Details |
| 18 januari 25 januari | Australian Open Melbourne, Australië Grand Slam AU$ 10.712.240 - hardcourt 128S/128Q/64D/32X      | Cara Black Leander Paes                          | Jekaterina Makarova Jaroslav Levinský        | 7-5, 6-3          | Details |

### Februari
| Week van    | Toernooi | Winnaar(s)                         | Finalist(en)                    | Uitslag finale      | Details |
| ----------- | --- | ---------------------------------- | ------------------------------- | ------------------- | ------- |
| 1 februari  | SA Tennis Open Johannesburg, Zuid-Afrika ATP World Tour 250 $ 500.000 - hardcourt - 32S/32Q/16D                                  | Feliciano López                    | Stéphane Robert                 | 7-5, 6-1            | Details |
| 1 februari  | SA Tennis Open Johannesburg, Zuid-Afrika ATP World Tour 250 $ 500.000 - hardcourt - 32S/32Q/16D                                  | Rohan Bopanna Aisam-ul-Haq Qureshi | Karol Beck Harel Levy           | 2-6, 6-3, [10-5]    | Details |
| 1 februari  | PBZ Zagreb Indoors Zagreb, Kroatië ATP World Tour 250 € 450.000 - hardcourt (i) - 32S/32Q/16D                                    | Marin Čilić                        | Michael Berrer                  | 6-4, 6-7(5), 6-3    | Details |
| 1 februari  | PBZ Zagreb Indoors Zagreb, Kroatië ATP World Tour 250 € 450.000 - hardcourt (i) - 32S/32Q/16D                                    | Jürgen Melzer Philipp Petzschner   | Olivier Rochus Arnaud Clément   | 3-6, 6-3, [10-8]    | Details |
| 1 februari  | Movistar Open Santiago, Chili ATP World Tour 250 $ 496.750 - gravel - 32S/32Q/16D                                                | Thomaz Bellucci                    | Juan Mónaco                     | 6-2, 0-6, 6-4       | Details |
| 1 februari  | Movistar Open Santiago, Chili ATP World Tour 250 $ 496.750 - gravel - 32S/32Q/16D                                                | Łukasz Kubot Oliver Marach         | Potito Starace Horacio Zeballos | 6-4, 6-0            | Details |
| 8 februari  | SAP Open San José, Verenigde Staten ATP World Tour 250 $ 600.000 - hardcourt (i) - 32S/32Q/16D                                   | Fernando Verdasco                  | Andy Roddick                    | 3-6, 6-4, 6-4       | Details |
| 8 februari  | SAP Open San José, Verenigde Staten ATP World Tour 250 $ 600.000 - hardcourt (i) - 32S/32Q/16D                                   | Mardy Fish Sam Querrey             | Benjamin Becker Leonardo Mayer  | 7-6(3), 7-5         | Details |
| 8 februari  | ABN AMRO World Tennis Tournament Rotterdam, Nederland ATP World Tour 500 € 1.445.000 - hardcourt (i) - 32S/32Q/16D               | Robin Söderling                    | Michail Joezjny                 | 6-4, 2-0 opgave     | Details |
| 8 februari  | ABN AMRO World Tennis Tournament Rotterdam, Nederland ATP World Tour 500 € 1.445.000 - hardcourt (i) - 32S/32Q/16D               | Daniel Nestor Nenad Zimonjić       | Simon Aspelin Paul Hanley       | 6-4, 4-6, [10-7]    | Details |
| 8 februari  | Brasil Open Costa do Sauípe, Brazilië ATP World Tour 250 $ 562.500 - gravel - 32S/32Q/16D                                        | Juan Carlos Ferrero                | Łukasz Kubot                    | 6-1, 6-0            | Details |
| 8 februari  | Brasil Open Costa do Sauípe, Brazilië ATP World Tour 250 $ 562.500 - gravel - 32S/32Q/16D                                        | Pablo Cuevas Marcel Granollers     | Łukasz Kubot Oliver Marach      | 7-5, 6-4            | Details |
| 15 februari | Copa Telmex Buenos Aires, Argentinië ATP World Tour 250 $ 600.000 - gravel - 32S/32Q/16D                                         | Juan Carlos Ferrero                | David Ferrer                    | 5-7, 6-4, 6-3       | Details |
| 15 februari | Copa Telmex Buenos Aires, Argentinië ATP World Tour 250 $ 600.000 - gravel - 32S/32Q/16D                                         | Sebastián Prieto Horacio Zeballos  | Simon Greul Peter Luczak        | 7-6(4), 6-3         | Details |
| 15 februari | Open 13 Marseille, Frankrijk ATP World Tour 250 € 576.000 - hardcourt (i) - 32S/32Q/16D                                          | Michaël Llodra                     | Julien Benneteau                | 6-3, 6-4            | Details |
| 15 februari | Open 13 Marseille, Frankrijk ATP World Tour 250 € 576.000 - hardcourt (i) - 32S/32Q/16D                                          | Julien Benneteau Michaël Llodra    | Julian Knowle Robert Lindstedt  | 6-4, 6-3            | Details |
| 15 februari | Regions Morgan Keegan Championships Memphis, Verenigde Staten ATP World Tour 500 $ 1.226.500 - hardcourt (i) - 32S/32Q/16D       | Sam Querrey                        | John Isner                      | 6-7(3), 7-6(5), 6-3 | Details |
| 15 februari | Regions Morgan Keegan Championships Memphis, Verenigde Staten ATP World Tour 500 $ 1.226.500 - hardcourt (i) - 32S/32Q/16D       | John Isner Sam Querrey             | Ross Hutchins Jordan Kerr       | 6-4, 6-4            | Details |
| 22 februari | Barclays Dubai Tennis Championships Dubai, Verenigde Arabische Emiraten ATP World Tour 500 $ 2.233.000 - hardcourt - 32S/32Q/16D | Novak Đoković                      | Michail Joezjny                 | 7-5, 5-7, 6-3       | Details |
| 22 februari | Barclays Dubai Tennis Championships Dubai, Verenigde Arabische Emiraten ATP World Tour 500 $ 2.233.000 - hardcourt - 32S/32Q/16D | Simon Aspelin Paul Hanley          | Lukáš Dlouhý Leander Paes       | 6-2, 6-3            | Details |
| 22 februari | Delray Beach Int'l Tennis Championships Delray Beach, Verenigde Staten ATP World Tour 250 $ 500.000 - hardcourt - 32S/32Q/16D    | Ernests Gulbis                     | Ivo Karlović                    | 6-2, 6-3            | Details |
| 22 februari | Delray Beach Int'l Tennis Championships Delray Beach, Verenigde Staten ATP World Tour 250 $ 500.000 - hardcourt - 32S/32Q/16D    | Bob Bryan Mike Bryan               | Philipp Marx Igor Zelenay       | 6-3, 7-6(3)         | Details |
| 22 februari | Abierto Mexicano Telcel Acapulco, Mexico ATP World Tour 500 $ 1.226.500 - gravel - 32S/32Q/16D                                   | David Ferrer                       | Juan Carlos Ferrero             | 6-3, 3-6, 6-1       | Details |
| 22 februari | Abierto Mexicano Telcel Acapulco, Mexico ATP World Tour 500 $ 1.226.500 - gravel - 32S/32Q/16D                                   | Łukasz Kubot Oliver Marach         | Fabio Fognini Potito Starace    | 6-0, 6-0            | Details |

### Maart
| Week van          | Toernooi | Winnaar(s)                | Finalist(en)                 | Uitslag finale | Details |
| ----------------- | --- | ------------------------- | ---------------------------- | -------------- | ------- |
| 1 maart           | Davis Cup (1e ronde)                                                                                              |                           |                              |                | Details |
| 8 maart 15 maart  | BNP Paribas Open Indian Wells, Verenigde Staten ATP World Tour Masters 1000 $ 4.500.000 - hardcourt - 96S/48Q/32D | Ivan Ljubičić             | Andy Roddick                 | 7-6(3), 7-6(5) | Details |
| 8 maart 15 maart  | BNP Paribas Open Indian Wells, Verenigde Staten ATP World Tour Masters 1000 $ 4.500.000 - hardcourt - 96S/48Q/32D | Marc López Rafael Nadal   | Daniel Nestor Nenad Zimonjić | 7-6(8), 6-3    | Details |
| 22 maart 29 maart | Sony Ericsson Open Miami, Verenigde Staten ATP World Tour Masters 1000 $ 4.500.000 - hardcourt - 96S/48Q/32D      | Andy Roddick              | Tomáš Berdych                | 7-5, 6-4       | Details |
| 22 maart 29 maart | Sony Ericsson Open Miami, Verenigde Staten ATP World Tour Masters 1000 $ 4.500.000 - hardcourt - 96S/48Q/32D      | Lukáš Dlouhý Leander Paes | Mahesh Bhupathi Maks Mirni   | 6-2, 7-5       | Details |

### April
| Week van | Toernooi | Winnaar(s)                   | Finalist(en)                       | Uitslag finale   | Details |
| -------- | --- | ---------------------------- | ---------------------------------- | ---------------- | ------- |
| 5 april  | Grand Prix Hassan II Casablanca, Marokko ATP World Tour 250 € 450.000 - gravel - 32S/32Q/16D                                      | Stanislas Wawrinka           | Victor Hănescu                     | 6-2, 6-3         | Details |
| 5 april  | Grand Prix Hassan II Casablanca, Marokko ATP World Tour 250 € 450.000 - gravel - 32S/32Q/16D                                      | Robert Lindstedt Horia Tecău | Rohan Bopanna Aisam-ul-Haq Qureshi | 6-2, 3-6, [10-7] | Details |
| 5 april  | U.S. Men's Clay Court Championships Houston, Verenigde Staten ATP World Tour 250 $ 500.000 - gravel (kastanjebruin) - 32S/32Q/16D | Juan Ignacio Chela           | Sam Querrey                        | 5-7, 6-4, 6-3    | Details |
| 5 april  | U.S. Men's Clay Court Championships Houston, Verenigde Staten ATP World Tour 250 $ 500.000 - gravel (kastanjebruin) - 32S/32Q/16D | Bob Bryan Mike Bryan         | Stephen Huss Wesley Moodie         | 6-3, 7-5         | Details |
| 12 april | Monte-Carlo Rolex Masters Monte Carlo, Monaco ATP World Tour Masters 1000 € 2.543.750 - gravel - 56S/28Q/24D                      | Rafael Nadal                 | Fernando Verdasco                  | 6-0, 6-1         | Details |
| 12 april | Monte-Carlo Rolex Masters Monte Carlo, Monaco ATP World Tour Masters 1000 € 2.543.750 - gravel - 56S/28Q/24D                      | Daniel Nestor Nenad Zimonjić | Mahesh Bhupathi Maks Mirni         | 6-3, 2-0 opgave  | Details |
| 19 april | Barcelona Open Banco Sabadell Barcelona, Spanje ATP World Tour 500 € 1.995.000 - gravel - 56S/28Q/24D                             | Fernando Verdasco            | Robin Söderling                    | 6-3, 4-6, 6-3    | Details |
| 19 april | Barcelona Open Banco Sabadell Barcelona, Spanje ATP World Tour 500 € 1.995.000 - gravel - 56S/28Q/24D                             | Daniel Nestor Nenad Zimonjić | Lleyton Hewitt Mark Knowles        | 4-6, 6-3, [10-6] | Details |
| 26 april | Internazionali BNL d'Italia Rome, Italië ATP World Tour Masters 1000 € 2.750.000 - gravel - 56S/28Q/24D                           | Rafael Nadal                 | David Ferrer                       | 7-5, 6-2         | Details |
| 26 april | Internazionali BNL d'Italia Rome, Italië ATP World Tour Masters 1000 € 2.750.000 - gravel - 56S/28Q/24D                           | Bob Bryan Mike Bryan         | John Isner Sam Querrey             | 6-2, 6-3         | Details |

### Mei
| Week van      | Toernooi                                                                                                  | Winnaar(s)                           | Finalist(en)                       | Uitslag finale      | Details |
| ------------- | --- | ------------------------------------ | ---------------------------------- | ------------------- | ------- |
| 3 mei         | BMW Open München, Duitsland ATP World Tour 250 € 450.000 - gravel - 32S/32Q/16D                           | Michail Joezjny                      | Marin Čilić                        | 6-3, 4-6, 6-4       | Details |
| 3 mei         | BMW Open München, Duitsland ATP World Tour 250 € 450.000 - gravel - 32S/32Q/16D                           | Oliver Marach Santiago Ventura       | Eric Butorac Michael Kohlmann      | 5-7, 6-3, [16-14]   | Details |
| 3 mei         | Estoril Open Estoril, Portugal ATP World Tour 250 € 450.000 - gravel - 28S/32Q/16D                        | Albert Montañés                      | Frederico Gil                      | 6-2, 6-7(4), 7-5    | Details |
| 3 mei         | Estoril Open Estoril, Portugal ATP World Tour 250 € 450.000 - gravel - 28S/32Q/16D                        | Marc López David Marrero             | Pablo Cuevas Marcel Granollers     | 6-7(1), 6-4, [10-4] | Details |
| 3 mei         | Serbia Open Belgrado, Servië ATP World Tour 250 € 450.000 - gravel - 32S/32Q/16D                          | Sam Querrey                          | John Isner                         | 3-6, 7-6(4), 6-4    | Details |
| 3 mei         | Serbia Open Belgrado, Servië ATP World Tour 250 € 450.000 - gravel - 32S/32Q/16D                          | Santiago González Travis Rettenmaier | Tomasz Bednarek Mateusz Kowalczyk  | 7-6(6), 6-1         | Details |
| 10 mei        | Mutua Madrileña Madrid Open Madrid, Spanje ATP World Tour Masters 1000 € 3.700.000 - gravel - 56S/28Q/24D | Rafael Nadal                         | Roger Federer                      | 6-4, 7-6(5)         | Details |
| 10 mei        | Mutua Madrileña Madrid Open Madrid, Spanje ATP World Tour Masters 1000 € 3.700.000 - gravel - 56S/28Q/24D | Bob Bryan Mike Bryan                 | Daniel Nestor Nenad Zimonjić       | 6-3, 6-4            | Details |
| 17 mei        | Open de Nice Côte d’Azur Nice, Frankrijk ATP World Tour 250 € 398.250 - gravel - 32S/32Q/16D              | Richard Gasquet                      | Fernando Verdasco                  | 6-3, 5-7, 7-6(5)    | Details |
| 17 mei        | Open de Nice Côte d’Azur Nice, Frankrijk ATP World Tour 250 € 398.250 - gravel - 32S/32Q/16D              | Marcelo Melo Bruno Soares            | Rohan Bopanna Aisam-ul-Haq Qureshi | 1-6, 6-3, [10-5]    | Details |
| 17 mei        | ARAG World Team Cup Düsseldorf, Duitsland ATP World Team Championship € 1.351.000 - gravel - 8 teams (RR) | Argentinië                           | Verenigde Staten                   | 2-1                 | Details |
| 24 mei 31 mei | Roland Garros Parijs, Frankrijk Grand Slam € 7.580.800 - gravel 128S/128Q/64D/32X                         | Rafael Nadal                         | Robin Söderling                    | 6-4, 6-2, 6-4       | Details |
| 24 mei 31 mei | Roland Garros Parijs, Frankrijk Grand Slam € 7.580.800 - gravel 128S/128Q/64D/32X                         | Daniel Nestor Nenad Zimonjić         | Lukáš Dlouhý Leander Paes          | 7-5, 6-2            | Details |
| 24 mei 31 mei | Roland Garros Parijs, Frankrijk Grand Slam € 7.580.800 - gravel 128S/128Q/64D/32X                         | Katarina Srebotnik Nenad Zimonjić    | Jaroslava Sjvedova Julian Knowle   | 4-6, 7-6(5), [11-9] | Details |

### Juni
| Week van        | Toernooi                                                                                              | Winnaar(s)                           | Finalist(en)                 | Uitslag finale      | Details |
| --------------- | --- | ------------------------------------ | ---------------------------- | ------------------- | ------- |
| 8 juni          | AEGON Championships Londen, Verenigd Koninkrijk ATP World Tour 250 € 750.000 - gras - 56S/32Q/24D     | Sam Querrey                          | Mardy Fish                   | 7-6(3), 7-5         | Details |
| 8 juni          | AEGON Championships Londen, Verenigd Koninkrijk ATP World Tour 250 € 750.000 - gras - 56S/32Q/24D     | Novak Đoković Jonathan Erlich        | Karol Beck David Škoch       | 6-7(6), 6-2, [10-3] | Details |
| 8 juni          | Gerry Weber Open Halle, Duitsland ATP World Tour 250 € 750.000 - gras - 32S/32Q/16D                   | Lleyton Hewitt                       | Roger Federer                | 3-6, 7-6(4), 6-4    | Details |
| 8 juni          | Gerry Weber Open Halle, Duitsland ATP World Tour 250 € 750.000 - gras - 32S/32Q/16D                   | Serhij Stachovsky Michail Joezjny    | Martin Damm Filip Polášek    | 4-6, 7-5, [10-7]    | Details |
| 14 juni         | Unicef Open Rosmalen, Nederland ATP World Tour 250 € 450.000 - gras - 32S/32Q/16D                     | Serhij Stachovsky                    | Janko Tipsarević             | 6-3, 6-0            | Details |
| 14 juni         | Unicef Open Rosmalen, Nederland ATP World Tour 250 € 450.000 - gras - 32S/32Q/16D                     | Robert Lindstedt Horia Tecău         | Lukáš Dlouhý Leander Paes    | 1-6, 7-5, [10-7]    | Details |
| 14 juni         | AEGON International Eastbourne, Verenigd Koninkrijk ATP World Tour 250 € 450.000 - gras - 32S/23Q/16D | Michaël Llodra                       | Guillermo García López       | 7-5, 6-2            | Details |
| 14 juni         | AEGON International Eastbourne, Verenigd Koninkrijk ATP World Tour 250 € 450.000 - gras - 32S/23Q/16D | Mariusz Fyrstenberg Marcin Matkowski | Colin Fleming Ken Skupski    | 6-3, 5-7, [10-8]    | Details |
| 21 juni 28 juni | Wimbledon Londen, Verenigd Koninkrijk Grand Slam £ 12.550.000 - gras 128S/128Q/64D/16Q/48X            | Rafael Nadal                         | Tomáš Berdych                | 6-3, 7-5, 6-4       | Details |
| 21 juni 28 juni | Wimbledon Londen, Verenigd Koninkrijk Grand Slam £ 12.550.000 - gras 128S/128Q/64D/16Q/48X            | Jürgen Melzer Philipp Petzschner     | Robert Lindstedt Horia Tecău | 6-1, 7-5, 7-5       | Details |
| 21 juni 28 juni | Wimbledon Londen, Verenigd Koninkrijk Grand Slam £ 12.550.000 - gras 128S/128Q/64D/16Q/48X            | Leander Paes Cara Black              | Wesley Moodie Lisa Raymond   | 6-4, 7-6(5)         | Details |

### Juli
| Week van | Toernooi | Winnaar(s)                      | Finalist(en)                         | Uitslag finale       | Details |
| -------- | --- | ------------------------------- | ------------------------------------ | -------------------- | ------- |
| 5 juli   | Campbell's Hall of Fame Tennis Champs Newport, Verenigde Staten ATP World Tour 250 $ 500.000 - gras - 32S/32Q/16D | Mardy Fish                      | Olivier Rochus                       | 5-7, 6-3, 6-4        | Details |
| 5 juli   | Campbell's Hall of Fame Tennis Champs Newport, Verenigde Staten ATP World Tour 250 $ 500.000 - gras - 32S/32Q/16D | Carsten Ball Chris Guccione     | Santiago González Travis Rettenmaier | 6-3, 6-4             | Details |
| 5 juli   | Davis Cup (kwartfinale)                                                                                           |                                 |                                      |                      | Details |
| 12 juli  | SkiStar Swedish Open Båstad, Zweden ATP World Tour 250 € 450.000 - gravel - 28S/32Q/16D                           | Nicolás Almagro                 | Robin Söderling                      | 7-5, 3-6, 6-2        | Details |
| 12 juli  | SkiStar Swedish Open Båstad, Zweden ATP World Tour 250 € 450.000 - gravel - 28S/32Q/16D                           | Robert Lindstedt Horia Tecău    | Andreas Seppi Simone Vagnozzi        | 6-4, 7-5             | Details |
| 12 juli  | MercedesCup Stuttgart, Duitsland ATP World Tour 250 € 450.000 - gravel - 28S/32Q/16D                              | Albert Montañés                 | Gaël Monfils                         | 6-2, 1-2, opgave     | Details |
| 12 juli  | MercedesCup Stuttgart, Duitsland ATP World Tour 250 € 450.000 - gravel - 28S/32Q/16D                              | Carlos Berlocq Eduardo Schwank  | Christopher Kas Philipp Petzschner   | 7-6(5), 7-6(6)       | Details |
| 19 juli  | Atlanta Tennis Championships Atlanta, Verenigde Staten ATP World Tour 250 $ 600.000 - hardcourt - 32S/32Q/16D     | Mardy Fish                      | John Isner                           | 4-6, 6-4, 7-6(4)     | Details |
| 19 juli  | Atlanta Tennis Championships Atlanta, Verenigde Staten ATP World Tour 250 $ 600.000 - hardcourt - 32S/32Q/16D     | Scott Lipsky Rajeev Ram         | Rohan Bopanna Kristof Vliegen        | 6-3, 6-7(4), [12-10] | Details |
| 19 juli  | International German Open Hamburg, Duitsland ATP World Tour 500 € 1.115.000 - gravel - 48S/24Q/16D                | Andrej Goloebev                 | Jürgen Melzer                        | 6-3, 7-5             | Details |
| 19 juli  | International German Open Hamburg, Duitsland ATP World Tour 500 € 1.115.000 - gravel - 48S/24Q/16D                | Marc López David Marrero        | Jérémy Chardy Paul-Henri Mathieu     | 6-3, 2-6, [10-8]     | Details |
| 26 juli  | Allianz Suisse Open Gstaad Gstaad, Zwitserland ATP World Tour 250 € 450.000 - gravel - 32S/22Q/16D                | Nicolás Almagro                 | Richard Gasquet                      | 7-5, 6-1             | Details |
| 26 juli  | Allianz Suisse Open Gstaad Gstaad, Zwitserland ATP World Tour 250 € 450.000 - gravel - 32S/22Q/16D                | Johan Brunström Jarkko Nieminen | Marcelo Melo Bruno Soares            | 6-3, 6-7(4), [11-9]  | Details |
| 26 juli  | Farmers Classic Los Angeles, Verenigde Staten ATP World Tour 250 $ 619.500 - hardcourt - 28S/32Q/16D              | Sam Querrey                     | Andy Murray                          | 5-7, 7-6(2), 6-3     | Details |
| 26 juli  | Farmers Classic Los Angeles, Verenigde Staten ATP World Tour 250 $ 619.500 - hardcourt - 28S/32Q/16D              | Bob Bryan Mike Bryan            | Eric Butorac Jean-Julien Rojer       | 6-7(6), 6-2, [10-7]  | Details |
| 26 juli  | ATP Studena Croatia Open Umag Umag, Kroatië ATP World Tour 250 € 450.000 - gravel - 28S/32Q/16D                   | Juan Carlos Ferrero             | Potito Starace                       | 6-4 6-4              | Details |
| 26 juli  | ATP Studena Croatia Open Umag Umag, Kroatië ATP World Tour 250 € 450.000 - gravel - 28S/32Q/16D                   | Leoš Friedl Filip Polášek       | František Čermák Michal Mertiňák     | 6-3, 7-6(7)          | Details |

### Augustus
| Week van                | Toernooi | Winnaar(s)                   | Finalist(en)                       | Uitslag finale      | Details |
| ----------------------- | --- | ---------------------------- | ---------------------------------- | ------------------- | ------- |
| 2 augustus              | Legg Mason Tennis Classic Washington, Verenigde Staten ATP World Tour 500 $ 1.402.000 - hardcourt - 48S/24Q/16D            | David Nalbandian             | Marcos Baghdatis                   | 6-2, 7-6(4)         | Details |
| 2 augustus              | Legg Mason Tennis Classic Washington, Verenigde Staten ATP World Tour 500 $ 1.402.000 - hardcourt - 48S/24Q/16D            | Mardy Fish Mark Knowles      | Tomáš Berdych Radek Štěpánek       | 4-6, 7-6(7), [10-7] | Details |
| 9 augustus              | Rogers Masters Toronto, Canada ATP World Tour Masters 1000 $ 3.000.000 - hardcourt - 56S/28Q/24D                           | Andy Murray                  | Roger Federer                      | 7-5, 7-5            | Details |
| 9 augustus              | Rogers Masters Toronto, Canada ATP World Tour Masters 1000 $ 3.000.000 - hardcourt - 56S/28Q/24D                           | Bob Bryan Mike Bryan         | Julien Benneteau Michaël Llodra    | 7-5, 6-3            | Details |
| 16 augustus             | W&S Financial Group Masters Cincinnati, Verenigde Staten ATP World Tour Masters 1000 $ 3.000.000 - hardcourt - 56S/28Q/24D | Roger Federer                | Mardy Fish                         | 6-7(5), 7-6(1), 6-4 | Details |
| 16 augustus             | W&S Financial Group Masters Cincinnati, Verenigde Staten ATP World Tour Masters 1000 $ 3.000.000 - hardcourt - 56S/28Q/24D | Bob Bryan Mike Bryan         | Mahesh Bhupathi Maks Mirni         | 6-3, 6-4            | Details |
| 23 augustus             | Pilot Pen Tennis New Haven, Verenigde Staten ATP World Tour 250 $ 750.000 - hardcourt - 48S/32Q/16D                        | Serhij Stachovsky            | Denis Istomin                      | 3-6, 6-3, 6-4       | Details |
| 23 augustus             | Pilot Pen Tennis New Haven, Verenigde Staten ATP World Tour 250 $ 750.000 - hardcourt - 48S/32Q/16D                        | Robert Lindstedt Horia Tecău | Rohan Bopanna Aisam-ul-Haq Qureshi | 6-4, 7-5            | Details |
| 30 augustus 6 september | US Open New York, Verenigde Staten Grand Slam $ 10.580.000 - hardcourt 128S/128Q/64D/32X                                   | Rafael Nadal                 | Novak Đoković                      | 6-4, 5-7, 6-4, 6-2  | Details |
| 30 augustus 6 september | US Open New York, Verenigde Staten Grand Slam $ 10.580.000 - hardcourt 128S/128Q/64D/32X                                   | Bob Bryan Mike Bryan         | Rohan Bopanna Aisam-ul-Haq Qureshi | 7-6(5), 7-6(4)      | Details |
| 30 augustus 6 september | US Open New York, Verenigde Staten Grand Slam $ 10.580.000 - hardcourt 128S/128Q/64D/32X                                   | Liezel Huber Bob Bryan       | Květa Peschke Aisam-ul-Haq Qureshi | 6-4, 6-4            | Details |

### September
| Week van     | Toernooi                                                                                                | Winnaar(s)                       | Finalist(en)                         | Uitslag finale      | Details |
| ------------ | --- | -------------------------------- | ------------------------------------ | ------------------- | ------- |
| 13 september | Davis Cup (halve finale)                                                                                |                                  |                                      |                     | Details |
| 20 september | BCR Open Romania Boekarest, Roemenië ATP World Tour 250 € 450.000 - gravel - 32S/32Q/16D                | Juan Ignacio Chela               | Pablo Andújar                        | 7-5, 6-1            | Details |
| 20 september | BCR Open Romania Boekarest, Roemenië ATP World Tour 250 € 450.000 - gravel - 32S/32Q/16D                | Juan Ignacio Chela Łukasz Kubot  | Marcel Granollers Santiago Ventura   | 6-2, 5-7 [13-11]    | Details |
| 20 september | Open de Moselle Metz, Frankrijk ATP World Tour 250 € 450.000 - hardcourt (i) - 32S/32Q/16D              | Gilles Simon                     | Mischa Zverev                        | 6-3, 6-2            | Details |
| 20 september | Open de Moselle Metz, Frankrijk ATP World Tour 250 € 450.000 - hardcourt (i) - 32S/32Q/16D              | Dustin Brown Rogier Wassen       | Marcelo Melo Bruno Soares            | 6-3, 6-3            | Details |
| 27 september | PTT Thailand Open Bangkok, Thailand ATP World Tour 250 $ 608.500 - hardcourt (i) - 32S/32Q/16D          | Guillermo García López           | Jarkko Nieminen                      | 6-4, 3-6, 6-4       | Details |
| 27 september | PTT Thailand Open Bangkok, Thailand ATP World Tour 250 $ 608.500 - hardcourt (i) - 32S/32Q/16D          | Christopher Kas Viktor Troicki   | Jonathan Erlich Jürgen Melzer        | 6-4, 6-4            | Details |
| 27 september | Proton Malaysian Open Kuala Lumpur, Maleisië ATP World Tour 250 $ 947.750 - hardcourt (i) - 28S/32S/16D | Michail Joezjny                  | Andrej Goloebev                      | 6-7(2), 6-2, 7-6(3) | Details |
| 27 september | Proton Malaysian Open Kuala Lumpur, Maleisië ATP World Tour 250 $ 947.750 - hardcourt (i) - 28S/32S/16D | František Čermák Michal Mertiňák | Mariusz Fyrstenberg Marcin Matkowski | 7-6(3), 7-6(5)      | Details |

### Oktober
| Week van   | Toernooi | Winnaar(s)                       | Finalist(en)                         | Uitslag finale       | Details |
| ---------- | --- | -------------------------------- | ------------------------------------ | -------------------- | ------- |
| 4 oktober  | China Open Peking, China ATP World Tour 500 $ 3.337.000 - hardcourt - 32S/32Q/16D                                     | Novak Đoković                    | David Ferrer                         | 6-2, 6-4             | Details |
| 4 oktober  | China Open Peking, China ATP World Tour 500 $ 3.337.000 - hardcourt - 32S/32Q/16D                                     | Bob Bryan Mike Bryan             | Mariusz Fyrstenberg Marcin Matkowski | 6-1, 7-6(5)          | Details |
| 4 oktober  | Rakuten Japan Open Tennis Champs Tokio, Japan ATP World Tour 500 $ 1.226.500 - hardcourt - 32S/32Q/16D                | Rafael Nadal                     | Gaël Monfils                         | 6-1, 7-5             | Details |
| 4 oktober  | Rakuten Japan Open Tennis Champs Tokio, Japan ATP World Tour 500 $ 1.226.500 - hardcourt - 32S/32Q/16D                | Eric Butorac Jean-Julien Rojer   | Andreas Seppi Dmitri Toersoenov      | 6-3, 6-2             | Details |
| 11 oktober | Shanghai ATP Masters 1000 p/b Rolex Shanghai, China ATP World Tour Masters 1000 $ 5.250.000 - hardcourt - 56S/28Q/24D | Andy Murray                      | Roger Federer                        | 6-3, 6-2             | Details |
| 11 oktober | Shanghai ATP Masters 1000 p/b Rolex Shanghai, China ATP World Tour Masters 1000 $ 5.250.000 - hardcourt - 56S/28Q/24D | Jürgen Melzer Leander Paes       | Mariusz Fyrstenberg Marcin Matkowski | 7-5, 4-6, [10-5]     | Details |
| 18 oktober | If Stockholm Open Stockholm, Zweden ATP World Tour 250 € 600.000 - hardcourt (i) - 32S/32Q/16D                        | Roger Federer                    | Florian Mayer                        | 6-4, 6-3             | Details |
| 18 oktober | If Stockholm Open Stockholm, Zweden ATP World Tour 250 € 600.000 - hardcourt (i) - 32S/32Q/16D                        | Eric Butorac Jean-Julien Rojer   | Johan Brunström Jarkko Nieminen      | 6-3, 6-4             | Details |
| 18 oktober | Kremlin Cup Moskou, Rusland ATP World Tour 250 $ 1.080.500 - hardcourt (i) - 32S/32Q/16D                              | Viktor Troicki                   | Marcos Baghdatis                     | 3-6, 6-4, 6-3        | Details |
| 18 oktober | Kremlin Cup Moskou, Rusland ATP World Tour 250 $ 1.080.500 - hardcourt (i) - 32S/32Q/16D                              | Igor Koenitsyn Dmitri Toersoenov | Janko Tipsarević Viktor Troicki      | 7-6(8) 6-3           | Details |
| 25 oktober | St. Petersburg Open Sint-Petersburg, Rusland ATP World Tour 250 $ 750.000 - hardcourt (i) - 32S/32Q/16D               | Michail Koekoesjkin              | Michail Joezjny                      | 6-3, 7-6(2)          | Details |
| 25 oktober | St. Petersburg Open Sint-Petersburg, Rusland ATP World Tour 250 $ 750.000 - hardcourt (i) - 32S/32Q/16D               | Daniele Bracciali Potito Starace | Rohan Bopanna Aisam-ul-Haq Qureshi   | 7-6(6), 7-6(5)       | Details |
| 25 oktober | Bank Austria-TennisTrophy Wenen, Oostenrijk ATP World Tour 250 € 574.750 - hardcourt (i) - 32S/32Q/16D                | Jürgen Melzer                    | Andreas Haider-Maurer                | 6-7(10), 7-6(4), 6-4 | Details |
| 25 oktober | Bank Austria-TennisTrophy Wenen, Oostenrijk ATP World Tour 250 € 574.750 - hardcourt (i) - 32S/32Q/16D                | Daniel Nestor Nenad Zimonjić     | Mariusz Fyrstenberg Marcin Matkowski | 7-5, 3-6, [10-5]     | Details |
| 25 oktober | Open Sud de France Montpellier, Frankrijk ATP World Tour 250 € 650.000 - hardcourt (i) - 32S/32Q/16D                  | Gaël Monfils                     | Ivan Ljubičić                        | 6-2, 5-7, 6-1        | Details |
| 25 oktober | Open Sud de France Montpellier, Frankrijk ATP World Tour 250 € 650.000 - hardcourt (i) - 32S/32Q/16D                  | Stephen Huss Ross Hutchins       | Marc López Eduardo Schwank           | 6-2, 4-6, [10-7]     | Details |

### November
| Week van    | Toernooi | Winnaar(s)                   | Finalist(en)                 | Uitslag finale      | Details       |
| ----------- | --- | ---------------------------- | ---------------------------- | ------------------- | ------------- |
| 1 november  | Valencia Open 500 Valencia, Spanje ATP World Tour 500 € 2.019.000 - hardcourt (i) - 32S/32Q/16D                          | David Ferrer                 | Marcel Granollers            | 7-5, 6-3            | Details       |
| 1 november  | Valencia Open 500 Valencia, Spanje ATP World Tour 500 € 2.019.000 - hardcourt (i) - 32S/32Q/16D                          | Andy Murray Jamie Murray     | Mahesh Bhupathi Maks Mirni   | 7-6(8), 5-7, [10-7] | Details       |
| 1 november  | Davidoff Swiss Indoors Bazel, Zwitserland ATP World Tour 500 € 1.755.000 - hardcourt (i) - 32S/32Q/16D                   | Roger Federer                | Novak Đoković                | 6-4, 3-6, 6-1       | Details       |
| 1 november  | Davidoff Swiss Indoors Bazel, Zwitserland ATP World Tour 500 € 1.755.000 - hardcourt (i) - 32S/32Q/16D                   | Bob Bryan Mike Bryan         | Daniel Nestor Nenad Zimonjić | 6-3, 3-6 [10-3]     | Details       |
| 8 november  | BNP Paribas Masters Parijs, Frankrijk ATP World Tour Masters 1000 $ 2.750.000 - hardcourt (i) - 48S/24Q/24D              | Robin Söderling              | Gaël Monfils                 | 6-1, 7-6(1)         | Details       |
| 8 november  | BNP Paribas Masters Parijs, Frankrijk ATP World Tour Masters 1000 $ 2.750.000 - hardcourt (i) - 48S/24Q/24D              | Mahesh Bhupathi Maks Mirni   | Mark Knowles Andy Ram        | 7-5, 7-5            | Details       |
| 15 november | Geen toernooi | Geen toernooi                | Geen toernooi                | Geen toernooi       | Geen toernooi |
| 22 november | Barclay ATP World Tour Finals Londen, Verenigd Koninkrijk ATP World Tour Finals £ 2.227.500 - hardcourt (i) - 8S/8D (RR) | Roger Federer                | Rafael Nadal                 | 6-3, 3-6, 6-1       | Details       |
| 22 november | Barclay ATP World Tour Finals Londen, Verenigd Koninkrijk ATP World Tour Finals £ 2.227.500 - hardcourt (i) - 8S/8D (RR) | Daniel Nestor Nenad Zimonjić | Mahesh Bhupathi Maks Mirni   | 7-6(6), 6-4         | Details       |
| 29 november | Davis Cup (finale) | Servië                       | Frankrijk                    | 3-2                 | Details       |

### December
Geen toernooien

## Overzicht ondergronden
| Januari                  | Januari | Januari | Januari | Februari | Februari | Februari | Februari | Maart | Maart | Maart | Maart | April | April | April | April | April | Mei | Mei | Mei | Mei | Juni | Juni | Juni | Juni | Juli | Juli | Juli | Juli | Juli | Augustus | Augustus | Augustus | Augustus | September | September | September | September | September | Oktober | Oktober | Oktober | Oktober | November | November | November | November | December | December | December | December | December |
| ↓ Hardcourt (28 weken) ↓ |         |         |         |          |          |          |          |       |       |       |       |       |       |       |       |       |     |     |     |     |      |      |      |      |      |      |      |      |      |          |          |          |          |           |           |           |           |           |         |         |         |         |          |          |          |          |          |          |          |          |          |
|                          |         |         |         |          |          |          |          |       |       |       |       |       |       |       |       |       |     |     |     |     |      |      |      |      |      |      |      |      |      |          |          |          |          |           |           |           |           |           |         |         |         |         |          |          |          |          |          |          |          |          |          |
| ↓ Gravel (17 weken) ↓    |         |         |         |          |          |          |          |       |       |       |       |       |       |       |       |       |     |     |     |     |      |      |      |      |      |      |      |      |      |          |          |          |          |           |           |           |           |           |         |         |         |         |          |          |          |          |          |          |          |          |          |
|                          |         |         |         |          |          |          |          |       |       |       |       |       |       |       |       |       |     |     |     |     |      |      |      |      |      |      |      |      |      |          |          |          |          |           |           |           |           |           |         |         |         |         |          |          |          |          |          |          |          |          |          |
| ↓ Gras (5 weken) ↓       |         |         |         |          |          |          |          |       |       |       |       |       |       |       |       |       |     |     |     |     |      |      |      |      |      |      |      |      |      |          |          |          |          |           |           |           |           |           |         |         |         |         |          |          |          |          |          |          |          |          |          |
|                          |         |         |         |          |          |          |          |       |       |       |       |       |       |       |       |       |     |     |     |     |      |      |      |      |      |      |      |      |      |          |          |          |          |           |           |           |           |           |         |         |         |         |          |          |          |          |          |          |          |          |          |

|  | = Grandslamtoernooi |  | = Davis Cup (ondergrond bepaald door thuisspelend land) |

## Statistieken toernooien

### Toernooien per ondergrond
| Ondergrond   | Aantal | Buiten/binnen | Aantal |
| ------------ | ------ | ------------- | ------ |
| Hardcourt    | 39     | Buiten        | 21     |
| Hardcourt    | 39     | Binnen        | 18     |
| Gravel       | 22     | Buiten        | 22     |
| Gravel       | 22     | Binnen        | 0      |
| Gras         | 6      | Buiten        | 6      |
| Tapijt       | 0      | Binnen        | 0      |
| Verschillend | 1      | Verschillend  | 1      |
| Totaal       | 68     |               |        |

### Toernooien per continent
| Continent     | Aantal |
| ------------- | ------ |
| Europa        | 34     |
| Noord-Amerika | 15     |
| Azië          | 8      |
| Oceanië       | 5      |
| Zuid-Amerika  | 3      |
| Afrika        | 2      |
| Verschillend  | 1      |
| Totaal        | 68     |

### Toernooien per land
| Aantal | Land |
| ------ | --- |
| 13     | Verenigde Staten |
| 6      | Frankrijk |
| 5      | Duitsland |
| 4      | Australië, Verenigd Koninkrijk |
| 3      | Spanje |
| 2      | China, Kroatië, Nederland, Rusland, Zweden, Zwitserland |
| 1      | Argentinië, Brazilië, Canada, Chili, India, Italië, Japan, Maleisië, Mexico, Monaco, Marokko, Nieuw-Zeeland, Oostenrijk, Portugal, Qatar, Roemenië, Servië, Thailand, Verenigde Arabische Emiraten, Zuid-Afrika |

## Ranking

### Enkelspel

#### Begin van het seizoen
| Association of Tennis Professionals (ATP) Top 20 herenenkel per 28 december 2009 | Association of Tennis Professionals (ATP) Top 20 herenenkel per 28 december 2009 | Association of Tennis Professionals (ATP) Top 20 herenenkel per 28 december 2009 | Association of Tennis Professionals (ATP) Top 20 herenenkel per 28 december 2009 | Association of Tennis Professionals (ATP) Top 20 herenenkel per 28 december 2009 |
| #                                                                                | Speler                                                                           | Punten                                                                           | Verandering                                                                      |                                                                                  |
| -------------------------------------------------------------------------------- | -------------------------------------------------------------------------------- | -------------------------------------------------------------------------------- | -------------------------------------------------------------------------------- | -------------------------------------------------------------------------------- |
| 1                                                                                | Roger Federer                                                                    | 10.550                                                                           | Stabiel                                                                          |                                                                                  |
| 2                                                                                | Rafael Nadal                                                                     | 9.205                                                                            | Stabiel                                                                          |                                                                                  |
| 3                                                                                | Novak Đoković                                                                    | 8.310                                                                            | Stabiel                                                                          |                                                                                  |
| 4                                                                                | Andy Murray                                                                      | 7.030                                                                            | Stabiel                                                                          |                                                                                  |
| 5                                                                                | Juan Martín del Potro                                                            | 6.785                                                                            | Stabiel                                                                          |                                                                                  |
| 6                                                                                | Nikolaj Davydenko                                                                | 4.930                                                                            | Stabiel                                                                          |                                                                                  |
| 7                                                                                | Andy Roddick                                                                     | 4.410                                                                            | Stabiel                                                                          |                                                                                  |
| 8                                                                                | Robin Söderling                                                                  | 3.410                                                                            | Stabiel                                                                          |                                                                                  |
| 9                                                                                | Fernando Verdasco                                                                | 3.300                                                                            | Stabiel                                                                          |                                                                                  |
| 10                                                                               | Jo-Wilfried Tsonga                                                               | 2.875                                                                            | Stabiel                                                                          |                                                                                  |
| 11                                                                               | Fernando González                                                                | 2.870                                                                            | Stabiel                                                                          |                                                                                  |
| 12                                                                               | Radek Štěpánek                                                                   | 2.625                                                                            | Stabiel                                                                          |                                                                                  |
| 13                                                                               | Gaël Monfils                                                                     | 2.610                                                                            | Stabiel                                                                          |                                                                                  |
| 14                                                                               | Marin Čilić                                                                      | 2.430                                                                            | Stabiel                                                                          |                                                                                  |
| 15                                                                               | Gilles Simon                                                                     | 2.275                                                                            | Stabiel                                                                          |                                                                                  |
| 16                                                                               | Tommy Robredo                                                                    | 2.175                                                                            | Stabiel                                                                          |                                                                                  |
| 17                                                                               | David Ferrer                                                                     | 1.870                                                                            | Stabiel                                                                          |                                                                                  |
| 18                                                                               | Tommy Haas                                                                       | 1.855                                                                            | Stabiel                                                                          |                                                                                  |
| 19                                                                               | Michail Joezjny                                                                  | 1.690                                                                            | Stabiel                                                                          |                                                                                  |
| 20                                                                               | Tomáš Berdych                                                                    | 1.655                                                                            | Stabiel                                                                          |                                                                                  |

#### Eind van het seizoen
| Association of Tennis Professionals (ATP) Top 20 herenenkel per 27 december 2010 | Association of Tennis Professionals (ATP) Top 20 herenenkel per 27 december 2010 | Association of Tennis Professionals (ATP) Top 20 herenenkel per 27 december 2010 | Association of Tennis Professionals (ATP) Top 20 herenenkel per 27 december 2010 | Association of Tennis Professionals (ATP) Top 20 herenenkel per 27 december 2010 |
| #                                                                                | Speler                                                                           | Punten                                                                           | '09 → '10                                                                        |                                                                                  |
| -------------------------------------------------------------------------------- | -------------------------------------------------------------------------------- | -------------------------------------------------------------------------------- | -------------------------------------------------------------------------------- | -------------------------------------------------------------------------------- |
| 1                                                                                | Rafael Nadal                                                                     | 12.450                                                                           | +1                                                                               |                                                                                  |
| 2                                                                                | Roger Federer                                                                    | 9.145                                                                            | −1                                                                               |                                                                                  |
| 3                                                                                | Novak Đoković                                                                    | 6.240                                                                            | Stabiel                                                                          |                                                                                  |
| 4                                                                                | Andy Murray                                                                      | 5.760                                                                            | Stabiel                                                                          |                                                                                  |
| 5                                                                                | Robin Söderling                                                                  | 5.580                                                                            | +5                                                                               |                                                                                  |
| 6                                                                                | Tomáš Berdych                                                                    | 3.955                                                                            | +14                                                                              |                                                                                  |
| 7                                                                                | David Ferrer                                                                     | 3.735                                                                            | +10                                                                              |                                                                                  |
| 8                                                                                | Andy Roddick                                                                     | 3.665                                                                            | −1                                                                               |                                                                                  |
| 9                                                                                | Fernando Verdasco                                                                | 3.240                                                                            | Stabiel                                                                          |                                                                                  |
| 10                                                                               | Michail Joezjny                                                                  | 2.920                                                                            | +10                                                                              |                                                                                  |
| 11                                                                               | Jürgen Melzer                                                                    | 2.785                                                                            | +17                                                                              |                                                                                  |
| 12                                                                               | Gaël Monfils                                                                     | 2.560                                                                            | +1                                                                               |                                                                                  |
| 13                                                                               | Jo-Wilfried Tsonga                                                               | 2.345                                                                            | −3                                                                               |                                                                                  |
| 14                                                                               | Marin Čilić                                                                      | 2.300                                                                            | Stabiel                                                                          |                                                                                  |
| 15                                                                               | Nicolás Almagro                                                                  | 2.160                                                                            | +11                                                                              |                                                                                  |
| 16                                                                               | Mardy Fish                                                                       | 1.991                                                                            | +39                                                                              |                                                                                  |
| 17                                                                               | Ivan Ljubičić                                                                    | 1.965                                                                            | +7                                                                               |                                                                                  |
| 18                                                                               | Sam Querrey                                                                      | 1.860                                                                            | +7                                                                               |                                                                                  |
| 19                                                                               | John Isner                                                                       | 1.850                                                                            | +15                                                                              |                                                                                  |
| 20                                                                               | Marcos Baghdatis                                                                 | 1.785                                                                            | +22                                                                              |                                                                                  |

## Statistieken

### Enkelspel
| Speler                 | Grand Winst | Slam R-up | ATP Winst | 1000 R-up | ATP Winst | 500 R-up | ATP Winst | 250 R-up | Toernooi zeges |
| ---------------------- | ----------- | --------- | --------- | --------- | --------- | -------- | --------- | -------- | -------------- |
| Rafael Nadal           | 3           |           | 3         |           | 1         |          |           | 1        | 7              |
| Roger Federer          | 1           |           | 1         | 3         | 1         |          | 1         | 1        | 4              |
| Andy Murray            |             | 1         | 2         |           |           |          |           | 1        | 2              |
| Robin Söderling        |             | 1         | 1         |           | 1         | 1        |           | 1        | 2              |
| Tomáš Berdych          |             | 1         |           | 1         |           |          |           |          |                |
| Novak Đoković          |             | 1         |           |           | 2         | 1        |           |          | 2              |
| Andy Roddick           |             |           | 1         | 1         |           |          | 1         | 1        | 2              |
| Ivan Ljubičić          |             |           | 1         |           |           |          |           | 1        | 1              |
| David Ferrer           |             |           |           | 1         | 2         | 1        |           | 1        | 2              |
| Fernando Verdasco      |             |           |           | 1         | 1         |          | 1         | 1        | 2              |
| Mardy Fish             |             |           |           | 1         |           |          | 2         | 1        | 2              |
| Gaël Monfils           |             |           |           | 1         |           | 1        | 1         | 1        | 1              |
| Sam Querrey            |             |           |           |           | 1         |          | 3         | 1        | 4              |
| Andrej Goloebev        |             |           |           |           | 1         |          |           | 1        | 1              |
| David Nalbandian       |             |           |           |           | 1         |          |           |          | 1              |
| Michail Joezjny        |             |           |           |           |           | 2        | 2         | 1        | 2              |
| Juan Carlos Ferrero    |             |           |           |           |           | 1        | 3         |          | 3              |
| John Isner             |             |           |           |           |           | 1        | 1         | 2        | 1              |
| Marcos Baghdatis       |             |           |           |           |           | 1        | 1         | 1        | 1              |
| Jürgen Melzer          |             |           |           |           |           | 1        | 1         |          | 1              |
| Marcel Granollers      |             |           |           |           |           | 1        |           |          |                |
| Marin Čilić            |             |           |           |           |           |          | 2         | 1        | 2              |
| Nicolás Almagro        |             |           |           |           |           |          | 2         |          | 2              |
| Juan Ignacio Chela     |             |           |           |           |           |          | 2         |          | 2              |
| Michaël Llodra         |             |           |           |           |           |          | 2         |          | 2              |
| Albert Montañés        |             |           |           |           |           |          | 2         |          | 2              |
| Serhij Stachovsky      |             |           |           |           |           |          | 2         |          | 2              |
| Richard Gasquet        |             |           |           |           |           |          | 1         | 2        | 1              |
| Stanislas Wawrinka     |             |           |           |           |           |          | 1         | 1        | 1              |
| Thomaz Bellucci        |             |           |           |           |           |          | 1         |          | 1              |
| Nikolaj Davydenko      |             |           |           |           |           |          | 1         |          | 1              |
| Ernests Gulbis         |             |           |           |           |           |          | 1         |          | 1              |
| Lleyton Hewitt         |             |           |           |           |           |          | 1         |          | 1              |
| Michail Koekoesjkin    |             |           |           |           |           |          | 1         |          | 1              |
| Feliciano López        |             |           |           |           |           |          | 1         |          | 1              |
| Gilles Simon           |             |           |           |           |           |          | 1         |          | 1              |
| Viktor Troicki         |             |           |           |           |           |          | 1         |          | 1              |
| Pablo Andújar          |             |           |           |           |           |          |           | 1        |                |
| Julien Benneteau       |             |           |           |           |           |          |           | 1        |                |
| Michael Berrer         |             |           |           |           |           |          |           | 1        |                |
| Arnaud Clément         |             |           |           |           |           |          |           | 1        |                |
| Guillermo García López |             |           |           |           |           |          |           | 1        |                |
| Frederico Gil          |             |           |           |           |           |          |           | 1        |                |
| Andreas Haider-Maurer  |             |           |           |           |           |          |           | 1        |                |
| Victor Hănescu         |             |           |           |           |           |          |           | 1        |                |
| Denis Istomin          |             |           |           |           |           |          |           | 1        |                |
| Ivo Karlović           |             |           |           |           |           |          |           | 1        |                |
| Łukasz Kubot           |             |           |           |           |           |          |           | 1        |                |
| Florian Mayer          |             |           |           |           |           |          |           | 1        |                |
| Juan Mónaco            |             |           |           |           |           |          |           | 1        |                |
| Stéphane Robert        |             |           |           |           |           |          |           | 1        |                |
| Olivier Rochus         |             |           |           |           |           |          |           | 1        |                |
| Potito Starace         |             |           |           |           |           |          |           | 1        |                |
| Radek Štěpánek         |             |           |           |           |           |          |           | 1        |                |
| Janko Tipsarević       |             |           |           |           |           |          |           | 1        |                |
| Mischa Zverev          |             |           |           |           |           |          |           | 1        |                |

### Dubbelspel
| Speler                 | Grand Winst | Slam R-up | ATP Winst | 1000 R-up | ATP Winst | 500 R-up | ATP Winst | 250 R-up | Toernooi zeges |
| ---------------------- | ----------- | --------- | --------- | --------- | --------- | -------- | --------- | -------- | -------------- |
| Bob Bryan              | 2           |           | 4         |           | 2         |          | 3         |          | 11             |
| Mike Bryan             | 2           |           | 4         |           | 2         |          | 3         |          | 11             |
| Daniel Nestor          | 1           | 1         | 1         | 2         | 2         | 1        | 2         |          | 6              |
| Nenad Zimonjić         | 1           | 1         | 1         | 2         | 2         | 1        | 2         |          | 6              |
| Jürgen Melzer          | 1           |           | 1         |           |           |          | 1         | 1        | 3              |
| Philipp Petzschner     | 1           |           |           |           |           |          | 1         | 1        | 2              |
| Leander Paes           |             | 1         | 2         |           |           | 1        |           | 2        | 2              |
| Lukáš Dlouhý           |             | 1         | 1         |           |           | 1        |           | 2        | 1              |
| Horia Tecău            |             | 1         |           |           |           |          | 5         |          | 5              |
| Robert Lindstedt       |             | 1         |           |           |           |          | 4         | 1        | 4              |
| Rohan Bopanna          |             | 1         |           |           |           |          | 1         | 5        | 1              |
| Aisam-ul-Haq Qureshi   |             | 1         |           |           |           |          | 1         | 4        | 1              |
| Maks Mirni             |             |           | 1         | 3         |           | 1        |           |          | 1              |
| Mahesh Bhupathi        |             |           | 1         | 3         |           | 1        |           |          | 1              |
| Marc López             |             |           | 1         |           | 1         |          | 1         | 1        | 3              |
| Rafael Nadal           |             |           | 1         |           |           |          |           |          | 1              |
| Mark Knowles           |             |           |           | 1         | 1         | 1        |           |          | 1              |
| Sam Querrey            |             |           |           | 1         | 1         |          | 1         |          | 2              |
| John Isner             |             |           |           | 1         | 1         |          |           |          | 1              |
| Mariusz Fyrstenberg    |             |           |           | 1         |           | 1        | 1         | 2        | 1              |
| Marcin Matkowski       |             |           |           | 1         |           | 1        | 1         | 2        | 1              |
| Julien Benneteau       |             |           |           | 1         |           |          | 1         |          | 1              |
| Michaël Llodra         |             |           |           | 1         |           |          | 1         |          | 1              |
| Rajeev Ram             |             |           |           | 1         |           |          | 1         |          | 1              |
| Simon Aspelin          |             |           |           |           | 1         | 1        |           |          | 1              |
| Paul Hanley            |             |           |           |           | 1         | 1        |           |          | 1              |
| Oliver Marach          |             |           |           |           | 1         |          | 2         | 1        | 3              |
| Łukasz Kubot           |             |           |           |           | 1         |          | 2         | 1        | 3              |
| Eric Butorac           |             |           |           |           | 1         |          | 1         | 2        | 2              |
| Jean-Julien Rojer      |             |           |           |           | 1         |          | 1         | 1        | 2              |
| Mardy Fish             |             |           |           |           | 1         |          | 1         |          | 2              |
| David Marrero          |             |           |           |           | 1         |          | 1         |          | 2              |
| Andy Murray            |             |           |           |           | 1         |          |           |          | 1              |
| Jamie Murray           |             |           |           |           | 1         |          |           |          | 1              |
| Ross Hutchins          |             |           |           |           |           | 1        | 1         | 1        | 1              |
| Potito Starace         |             |           |           |           |           | 1        | 1         | 1        | 1              |
| Jérémy Chardy          |             |           |           |           |           | 1        | 1         |          | 1              |
| Dmitri Toersoenov      |             |           |           |           |           | 1        | 1         |          | 1              |
| Jordan Kerr            |             |           |           |           |           | 1        |           | 1        |                |
| Andreas Seppi          |             |           |           |           |           | 1        |           | 1        |                |
| Tomáš Berdych          |             |           |           |           |           | 1        |           |          |                |
| Fabio Fognini          |             |           |           |           |           | 1        |           |          |                |
| Lleyton Hewitt         |             |           |           |           |           | 1        |           |          |                |
| Paul-Henri Mathieu     |             |           |           |           |           | 1        |           |          |                |
| Radek Štěpánek         |             |           |           |           |           | 1        |           |          |                |
| Marcel Granollers      |             |           |           |           |           |          | 2         | 2        | 2              |
| Santiago Ventura       |             |           |           |           |           |          | 2         | 1        | 2              |
| Marcelo Melo           |             |           |           |           |           |          | 1         | 3        | 1              |
| Bruno Soares           |             |           |           |           |           |          | 1         | 3        | 1              |
| František Čermák       |             |           |           |           |           |          | 1         | 2        | 1              |
| Michal Mertiňák        |             |           |           |           |           |          | 1         | 2        | 1              |
| Johan Brunström        |             |           |           |           |           |          | 1         | 1        | 1              |
| Pablo Cuevas           |             |           |           |           |           |          | 1         | 1        | 1              |
| Jonathan Erlich        |             |           |           |           |           |          | 1         | 1        | 1              |
| Santiago González      |             |           |           |           |           |          | 1         | 1        | 1              |
| Stephen Huss           |             |           |           |           |           |          | 1         | 1        | 1              |
| Christopher Kas        |             |           |           |           |           |          | 1         | 1        | 1              |
| Jarkko Nieminen        |             |           |           |           |           |          | 1         | 1        | 1              |
| Filip Polášek          |             |           |           |           |           |          | 1         | 1        | 1              |
| Travis Rettenmaier     |             |           |           |           |           |          | 1         | 1        | 1              |
| Eduardo Schwank        |             |           |           |           |           |          | 1         | 1        | 1              |
| Viktor Troicki         |             |           |           |           |           |          | 1         | 1        | 1              |
| Horacio Zeballos       |             |           |           |           |           |          | 1         | 1        | 1              |
| Carsten Ball           |             |           |           |           |           |          | 1         |          | 1              |
| Carlos Berlocq         |             |           |           |           |           |          | 1         |          | 1              |
| Daniele Bracciali      |             |           |           |           |           |          | 1         |          | 1              |
| Dustin Brown           |             |           |           |           |           |          | 1         |          | 1              |
| Juan Ignacio Chela     |             |           |           |           |           |          | 1         |          | 1              |
| Marcus Daniell         |             |           |           |           |           |          | 1         |          | 1              |
| Novak Đoković          |             |           |           |           |           |          | 1         |          | 1              |
| Leoš Friedl            |             |           |           |           |           |          | 1         |          | 1              |
| Guillermo García López |             |           |           |           |           |          | 1         |          | 1              |
| Marc Gicquel           |             |           |           |           |           |          | 1         |          | 1              |
| Chris Guccione         |             |           |           |           |           |          | 1         |          | 1              |
| Igor Koenitsyn         |             |           |           |           |           |          | 1         |          | 1              |
| Scott Lipsky           |             |           |           |           |           |          | 1         |          | 1              |
| Albert Montañés        |             |           |           |           |           |          | 1         |          | 1              |
| Sebastián Prieto       |             |           |           |           |           |          | 1         |          | 1              |
| Serhij Stachovsky      |             |           |           |           |           |          | 1         |          | 1              |
| Rogier Wassen          |             |           |           |           |           |          | 1         |          | 1              |
| Michail Joezjny        |             |           |           |           |           |          | 1         |          | 1              |
| Karol Beck             |             |           |           |           |           |          |           | 2        |                |
| Janko Tipsarević       |             |           |           |           |           |          |           | 2        |                |
| Benjamin Becker        |             |           |           |           |           |          |           | 1        |                |
| Tomasz Bednarek        |             |           |           |           |           |          |           | 1        |                |
| Arnaud Clément         |             |           |           |           |           |          |           | 1        |                |
| Martin Damm            |             |           |           |           |           |          |           | 1        |                |
| Colin Fleming          |             |           |           |           |           |          |           | 1        |                |
| Simon Greul            |             |           |           |           |           |          |           | 1        |                |
| Julian Knowle          |             |           |           |           |           |          |           | 1        |                |
| Michael Kohlmann       |             |           |           |           |           |          |           | 1        |                |
| Mateusz Kowalczyk      |             |           |           |           |           |          |           | 1        |                |
| Harel Levy             |             |           |           |           |           |          |           | 1        |                |
| Lu Yen-Hsun            |             |           |           |           |           |          |           | 1        |                |
| Peter Luczak           |             |           |           |           |           |          |           | 1        |                |
| Philipp Marx           |             |           |           |           |           |          |           | 1        |                |
| Leonardo Mayer         |             |           |           |           |           |          |           | 1        |                |
| Wesley Moodie          |             |           |           |           |           |          |           | 1        |                |
| Olivier Rochus         |             |           |           |           |           |          |           | 1        |                |
| David Škoch            |             |           |           |           |           |          |           | 1        |                |
| Ken Skupski            |             |           |           |           |           |          |           | 1        |                |
| Simone Vagnozzi        |             |           |           |           |           |          |           | 1        |                |
| Kristof Vliegen        |             |           |           |           |           |          |           | 1        |                |
| Igor Zelenay           |             |           |           |           |           |          |           | 1        |                |